# Macrocyclops annulicornis
Macrocyclops annulicornis is een eenoogkreeftjessoort uit de familie van de Cyclopidae. De wetenschappelijke naam van de soort is voor het eerst geldig gepubliceerd in 1838 door Koch.